# Некрополь
Некрóполь (дослівно «місто мертвих», дав.-гр. νεκρός — мертвий, πόλις — місто) — великі міські цвинтарі, зокрема, такі, де було поховано багато видатних людей. 

## Історія
Значно пізніше під цією назвою почали також видавати довідники про кладовища, у яких подається стисла характеристика місця народження, смерті і поховання видатних історичних та культурних діячів, які на них похоронені. Багато країн, що шанують свою історію, мають такі Некрополі-довідники, не говорячи вже про Пантеони, меморіальні кладовища та інші вияви пошани до великих людей. Для духовного зростання і єднання поколінь подібні праці мають неоціненну вартість. У багатьох народів світу вони є. Зокрема «Паризький некрополь», «Львівський», «Петербурзький», «Московський» та інші.
Великої уваги і вдячності заслуговує робота знавця й шанувальника української культури Михайла Кутинського, який протягом багатьох років самотужки створив перший «Некрополь України». При підтримці невеликої групи ентузіастів Михайло Кутинський зібрав і впорядкував усі наявні відомості про місця поховання й могили українських історичних і культурних діячів. Десятки, якщо не сотні забутих і занедбаних могил наших славних земляків він знайшов і описав, зробив численні фото, власноруч упорядкував багато надгробків.

## Ліквідація некрополів в СРСР
Знищення церковних і монастирських некрополів, як і знищення самих храмів —  один із проявів антирелігійної кампанії, розгорнутої урядом СРСР в кінці 1920-х років, що найактивніше втілювалася в життя до початку німецько-радянської війни в 1941 році.
Ліквідація церковних кладовищ обгрунтовувалася закриттям, перепрофілюванням і знесенням місць відправлення культу. Загальнодержавна атеїстична ідеологія передбачала руйнування християнських святинь, до числа яких потрапляли і цвинтарі. Адже поки при храмах існували кладовища, радянські люди відвідували і храми поруч з ними. Декретом РНК від 7 грудня 1918 року «Про цвинтарі та похорони» православна церква і інші конфесії були відсторонені від похоронної справи.